# Circleville (Utah)
Circleville és una població dels Estats Units a l'estat de Utah. Segons el cens del 2000 tenia 505 habitants.

## Demografia
Segons el cens del 2000, Circleville tenia 505 habitants, 172 habitatges, i 132 famílies. La densitat de població era de 21,5 habitants per km².
Dels 172 habitatges en un 37,2% hi vivien nens de menys de 18 anys, en un 68% hi vivien parelles casades, en un 5,8% dones solteres, i en un 22,7% no eren unitats familiars. En el 22,1% dels habitatges hi vivien persones soles el 14,5% de les quals corresponia a persones de 65 anys o més que vivien soles. El nombre mitjà de persones vivint en cada habitatge era de 2,94 i el nombre mitjà de persones que vivien en cada família era de 3,45.
Per edats la població es repartia de la següent manera: un 34,7% tenia menys de 18 anys, un 5,9% entre 18 i 24, un 18,4% entre 25 i 44, un 23,2% de 45 a 60 i un 17,8% 65 anys o més.
L'edat mediana era de 37 anys. Per cada 100 dones de 18 o més anys hi havia 98,8 homes.
La renda mediana per habitatge era de 32.083 $ i la renda mediana per família de 36.875 $. Els homes tenien una renda mediana de 25.536 $ mentre que les dones 19.063 $. La renda per capita de la població era de 12.919 $. Entorn del 8,7% de les famílies i el 12,8% de la població estaven per davall del llindar de pobresa.

## Poblacions més properes
El següent diagrama mostra les poblacions més properes.